# San Marino RTV
San Marino RTV (итал. Radiotelevisione della Repubblica di San Marino (San Marino RTV)) — публичный вещатель Сан-Марино.

## История
San Marino RTV была создана в августе 1991 года. Экспериментальные радиопередачи появились в эфире 27 декабря 1992 года. Начиная с 28 февраля 1993 года, радио Сан-Марино ведёт вещание 24 часа в сутки. Экспериментальные телевизионные передачи начались 24 апреля 1993 года. С 28 февраля 1994 года регулярное телевидение было запущено, вещание ведётся с 10 утра до 2 дня. В июле 1995 года, San Marino RTV стал полноправным членом Европейского вещательного союза, что даёт возможность транслировать и принимать участие в специальных мероприятиях, устраиваемых вещательным союзом. В июне 2004 года San Marino RTV запустила радиостанцию Radio San Marino Classic.

### Евровидение
В 2007 году телекомпания начала проявлять интерес к принятию участия в конкурсе песни Евровидение. 27 ноября 2007 года было объявлено, что San Marino RTV дебютирует в конкурсе 2008 года в Белграде, несмотря на то, что итальянская телерадиокомпания RAI (Италия не участвовала в конкурсе с 1997 по 2010 годы) владеет 50% акций вещателя. В настоящее время San Marino RTV осуществляет трансляцию в прямом эфире всех этапов конкурса ежегодно.

### Футбол
San Marino RTV освещает в прямом эфире многие футбольные матчи. В частности, в прямом эфире показываются матчи национальной сборной во всех отборочных турнирах. Матчи клубов-участников национального чемпионата по футболу и национального Кубка Титанов показываются в рамках программы Tele Stadio; программа Lato B транслирует матчи итальянской Серии Б; программа PassioneCalcio специализируется на женском футболе и женском чемпионате Италии нескольких уровней.
В 2016 году пресс-секретарь Олимпийского комитета Сан-Марино Алан Гасперони, комментируя скандальное высказывание немецкого футболиста Томаса Мюллера о ненужности участия сборной Сан-Марино в официальных турнирах сборных, заявил, что права на телетрансляцию матчей её национальной сборной продаются не только государственной телерадиокомпании San Marino RTV, но и другим каналам, а средства от продажи идут на строительство новых стадионов и финансирование детских школ.

## Телеканалы и радиостанции

### Телеканалы
San Marino RTV в настоящее время имеет два действующих телевизионных канала:
- San Marino RTV
- San Marino RTV Sport

### Радиостанции
А также две радиостанции:
- Radio San Marino
- Radio San Marino Classic

## Управление
San Marino RTV является акционерным обществом 50% которых принадлежит итальянской общественной телерадиокомпании Rai, 50% - ERAS (Ente per la radiodiffusione sammarinese - "Фонд сан-маринского радиовещания"). Высший орган - собрание акционеров (L’Assemblea), состоящая из представителей Rai и ERAS, между собранием акционеров - Совет директоров (Consiglio di Amministrazione), избираемый собранием акционеров, высшее должностное лицо - Генеральный директор (Direttore Generale).